# Thomaston (Alabama)
Thomaston es un pueblo ubicado en el condado de Marengo en el estado estadounidense de Alabama. En el censo de 2000, su población era de 383.

## Demografía
En el 2000 la renta per cápita promedia del hogar era de $ 25 972 y el ingreso promedio para una familia era de 31 250 $. El ingreso per cápita para la localidad era de 13 390 $. Los hombres tenían un ingreso per cápita de 32 404 $ contra 21 750 $ para las mujeres.

## Geografía
Thomaston está situado en 33°26′5″N 86°6′5″O / 33.43472, -86.10139 (32.269495, -87.624865)
Según la Oficina del Censo de los EE. UU., la ciudad tiene un área total de 2.01 millas cuadradas (5.21 km²).